# Trifosfan
Trifosfanul este un compus anorganic, o hidrură de fosfor trivalent, al treilea membru al seriei fosfinelor. 
Are formula brută P3H5.